# San Miguel de Kuruguakua
Kuruguakua o Curuguacua (del guaraní, kurugua y kua, «pabi hueco»), oficialmente San Miguel de Kuruguakua, es una aldea ubicada en el municipio de Kereimba Iyambae en la provincia Cordillera, departamento de Santa Cruz, Bolivia.
Teniendo alrededor de 193 habitantes, está situada al suroeste de Itaimbeguasu, y al sureste de Kurutati.